# Agave marmorata
Agave marmorata là một loài thực vật có hoa trong họ Măng tây. Loài này được Roezl mô tả khoa học đầu tiên năm 1883.

## Hình ảnh

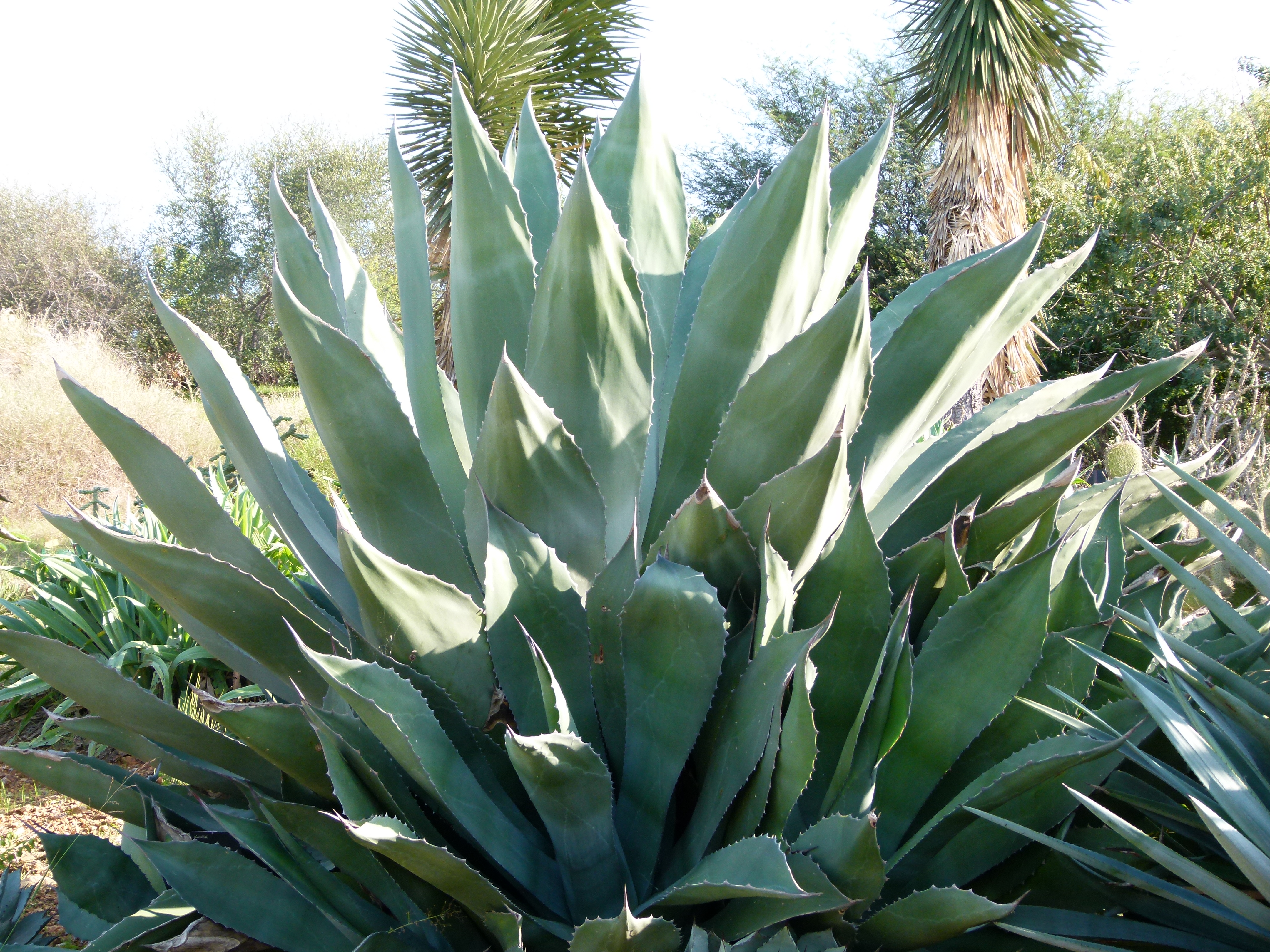